# NGC 27
NGC 27 és una galàxia espiral a la constel·lació d'Andròmeda.